# 拉瓦藏
拉瓦藏（法語：Lavazan，法語發音：[lavazɑ̃]）是法国吉伦特省的一个市镇，属于朗贡区。

## 地理
拉瓦藏（44°23'36"N, 0°6'32"W）面积8.97 平方千米，位于法国新阿基坦大区吉倫特省，该省份为法国西南部沿海省份，是法國本土面积最大的省，北起滨海夏朗德省，西临大西洋，南至朗德省，东南接洛特-加龍省，东临多爾多涅省。
与拉瓦藏接壤的市镇（或旧市镇、城区）包括：桑代茨、莱尔姆和米塞、比拉克、科维尼亚克、屈多斯、马里翁。

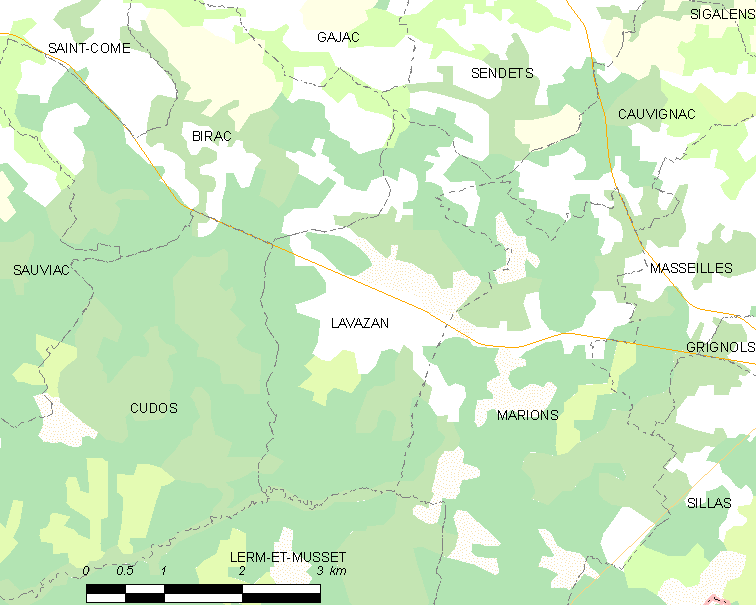
拉瓦藏的OSM定位图

拉瓦藏的时区为UTC+01:00、UTC+02:00（夏令时）。

## 行政
拉瓦藏的邮政编码为33690，INSEE市镇编码为33235。

## 政治
拉瓦藏所属的省级选区为南吉伦特县。

## 人口

1962-2008年间拉瓦藏人口变化图示

拉瓦藏于2022年1月1日时的人口数量为229人。